# Germigny-sous-Coulombs
Germigny-sous-Coulombs – miejscowość i gmina we Francji, w regionie Île-de-France, w departamencie Sekwana i Marna.
Według danych na rok 1990 gminę zamieszkiwało 147 osób, a gęstość zaludnienia wynosiła 23 osób/km² (wśród 1287 gmin regionu Île-de-France Germigny-sous-Coulombs plasuje się na 1030. miejscu pod względem liczby ludności, natomiast pod względem powierzchni na miejscu 588.).